# 태즈메이니아주
태즈메이니아주(영어: Tasmania, [tæzméiniə,-njə] [tæz.ˈmeɪ.ni.ə])는 세계에서 26번째로 큰 섬인 태즈메이니아섬(문화어: 태즈메이니어 섬)과 주변 1,000여 개의 섬으로 이루어진 오스트레일리아의 주이다. 오스트레일리아 본토의 동남쪽 240km에 위치하며, 대륙으로부터 배스 해협에 의해 나뉜다.
2023년 6월 기준 인구는 573,479명으로, 오스트레일리아에서 가장 작고 인구가 적은 주이다.  68,401 km2의 면적을 갖는다. 주도(州都)이며 최대 도시인 호바트에는 전체 인구의 약 40%가 거주한다. 다른 주요한 거주지는 북쪽의 론서스턴, 북서쪽의 데번포트, 버니 등이 있다. 남극에 가까운 매쿼리섬은 또한 휴온 벨리 카운실 지방 정부 구역의 부분으로서, 주 관리 아래 있다. 태즈매니아는 오스트레일리아에서 가장 분산된 주로, 수도에 거주하는 인구 비율이 가장 낮다.
태즈매니아 본섬에는 원주민들이 거주해 왔다. 해수면 상승으로 인해 배스 해협이 형성되면서 태즈메이니아 원주민들은 약 11,700년 전 오스트레일리아 본토 원주민들과 분리된 것으로 추정된다. 유럽인들은 1803년 영구적으로 정착했는데, 이는 나폴레옹 전쟁 당시 프랑스 제1제국이 이 땅을 점령하는 것을 막기 위해 영국 제국이 형벌 식민지로 설립한 것이었다. 당시 태즈매니아 원주민 인구는 약 3,000~7,000명으로 추정되지만, 정착 후 30년 이내에 "검은 전쟁"으로 알려진 정착민과의 충돌과 전염병 확산으로 인해 거의 전멸했다. 이 갈등은 1825년부터 1831년 사이에 절정에 달했으며, 3년 넘게 계엄령이 지속되었고, 이 과정에서 약 1,100명의 원주민과 정착민이 사망했다.
영국의 지배하에서 태즈매니아는 처음에는 뉴사우스웨일스 식민지의 일부였으나, 1825년 반 디멘스 랜드라는 별도의 식민지가 되었다. 약 80,000명의 죄수가 유배형이 중단된 1853년까지 유배되었다. 1855년에는 현재의 태즈매니아 헌법이 제정되었으며, 이듬해 공식적으로 태즈매니아로 개명되었다. 1901년 오스트레일리아 연방이 형성되면서 오스트레일리아의 한 주로 편입되었다.
현재 태즈매니아는 오스트레일리아 주 및 준주 중 두 번째로 경제 규모가 작으며, 주요 산업은 관광, 농업, 양식업, 교육, 의료 분야이다. 태즈매니아는 주요 농산물 수출지이며, 생태 관광의 중요한 목적지이기도 하다. 국립공원과 세계유산 지역(21%)을 포함하여 전체 면적의 약 42%가 보호 구역으로 지정되어 있다. 또한, 세계 최초의 환경 정당이 태즈매니아에서 설립되었다.

## 섬
태즈메이니아 섬은 인도양과 태평양으로 둘러싸여 있고 배스 해협(영어: Bass Strait)이 섬을 오스트레일리아 본토로부터 떨어뜨려 놓았다.

### 특징
섬은 세로 최장 거리 365km이며, 가로 거리 306km이다. 특히, 태즈메이니아는 "하트 모양의 섬"이며 "사과 모양의 섬으로 푸른 녹색 계곡, 한적한 마을과 촌 그리고 아직 개발되지 않은 해안선"을 가지고 있고, 대부분이 고대 조립현무암으로 구성된 땅이다.

## 어원
주는 1642년 11월 24일 섬의 목격을 최초로 보고한 네덜란드 탐험가 아벌 타스만의 이름을 따서 지어졌다. 그는 네덜란드 동인도 회사의 통치자였던, 그의 후원자 안토니 판디먼의 이름을 따서 그 섬을 안토니 판디먼의 땅이라 이름지었다. 그 이름은 후에 영국에 의해 판디먼의 땅으로 축소되었다. 1856년 1월 1일 그곳의 최초 유럽인 발견자에 경의를 표하여 공식적으로 개명되었다.

## 역사

### 원주민

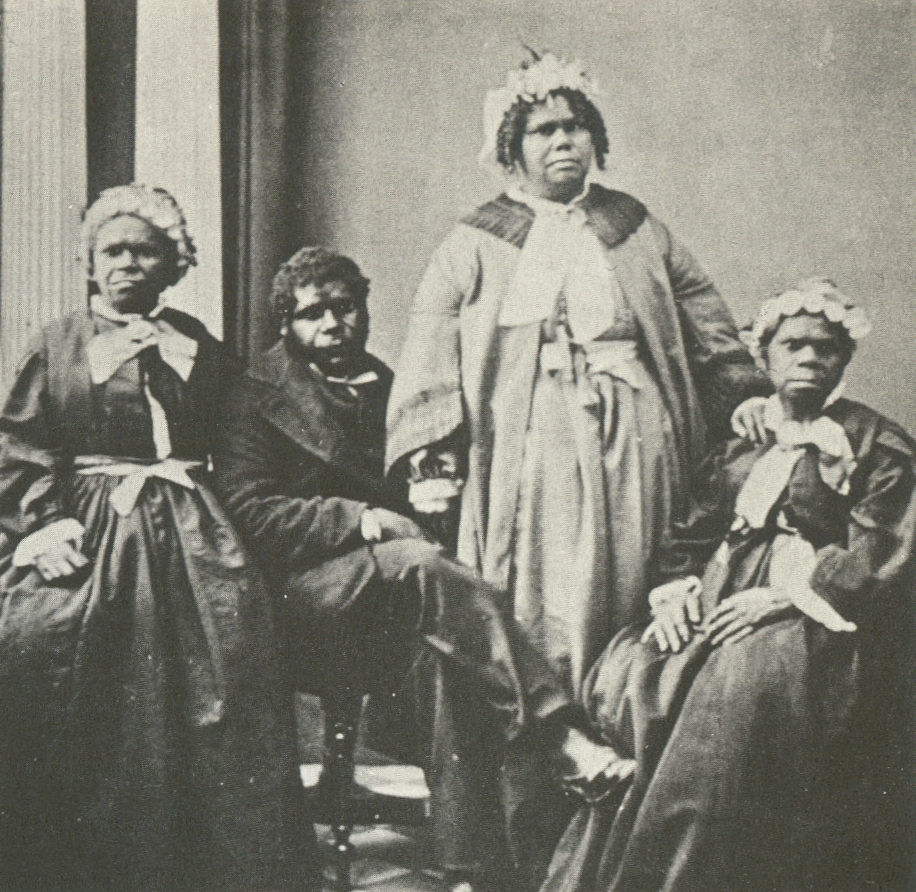
1860년대 경 마지막 순 혈통의 태즈메이니아의 오스트레일리아 원주민의 사진

태즈메이니아에 최초로 거주한 것은 오스트레일리아 원주민의 일종인 태즈메이니아 원주민 그룹이었다. 대략 10,000년 전에 해수면의 상승으로 태즈메이니아는 본토 오스트레일리아로부터 분리되어 섬이 되었고, 원주민들은 이후 수천 년 간 외부와 단절되어 살았다.
1803년 영국의 정착 시기에 태즈메이니아 원주민 인구는 5,000명과 10,000명 사이로 집계되었으며 크게 9개의 종족으로 분류되었다. 전쟁과 학대의 피해는 물론, 어떤 면역도 없었던 상황에서 유입된 낯선 전염병으로 인해, 인구는 1833년까지 300명으로 급속히 감소되었다. 원주민 인구의 거의 대다수가 조지 오거스터스 로빈슨에 의해 플린더스 섬으로 강제 이주당했다.
이러한 과정을 거쳐, 마지막 순수 혈통의 태즈메이니아 애보리진으로 간주되는 트루가니니(Truganini, 1812년 ~ 1876년)라는 여성을 마지막으로 이들의 민족 정체성은 사실상 대가 끊겼다.

### 유럽인의 도착
1642년 11월 24일 네덜란드의 탐험가 아벌 타스만이 최초로 태즈메이니아의 발견을 보고하였다. 1772년 섬에 마르크-조셉 마리온 두 프레스네(Marc-Joseph Marion du Fresne)가 이끄는 프랑스 원정대가 상륙했다. 1777년 선장 제임스 쿡 또한 섬을 발견했고 수많은 다른 유럽인 뱃사람들이 상륙하면서 다채로운 지형상의 특징들이 알려졌다.
섬을 주장하는 프랑스를 막는 목적으로 존 보웬 하에,시드로부터 조그만 일행이 보내진것에 의해, 1803년 더웬트 강 어귀(Derwent estuary)의 동쪽 제방 상 리스돈 후미(Risdon Cove)에 영국인에 의한 최초의 정착이 이뤄졌다. 신선한 물이 훨씬 풍부했던 곳인 더웬트의 서쪽 부분 설리번의 후미 상 1804년 섬의 남쪽 5km에 선장 데이비드 콜린스(David Collins)에 의한 대안 정착이 이뤄졌다. 최후의 정착은 당시 영국 식민지 비서관 로드 호바트(Lord Hobart)의 이름을 따서 후에 호바트로 축약된, 호바트 타운 혹은 호바톤으로서 알려지게 되었다. 리스돈에 정착은 후에 멈추었다.
초기 정착자들은 거의 유죄 판결을 받은 자나 농업과 다른 산업을 발전시킬 직무를 갖는 군대 감시인이었다. 수많은 다른 유죄 판결을 받은 정착자들에 기초한 이민이 특히 서쪽 해안에 맥콰리에 항구(Macquarie Harbour)와 남동쪽에 아서 항구(Port Arthur)에 하쉬 페날 콜로니(Harsh Penal Colonies) 같은 제 2의 감옥을 포함하면서 반 디에멘의 땅에서 이뤄졌다.
1825년 12월 3일에 반 디에멘의 땅은 사법 설립과 입법부를 갖은채 뉴 사우스 웨일즈로부터 분리된 식민지로 공표되었다.

### 20세기 이후 ~ 최근

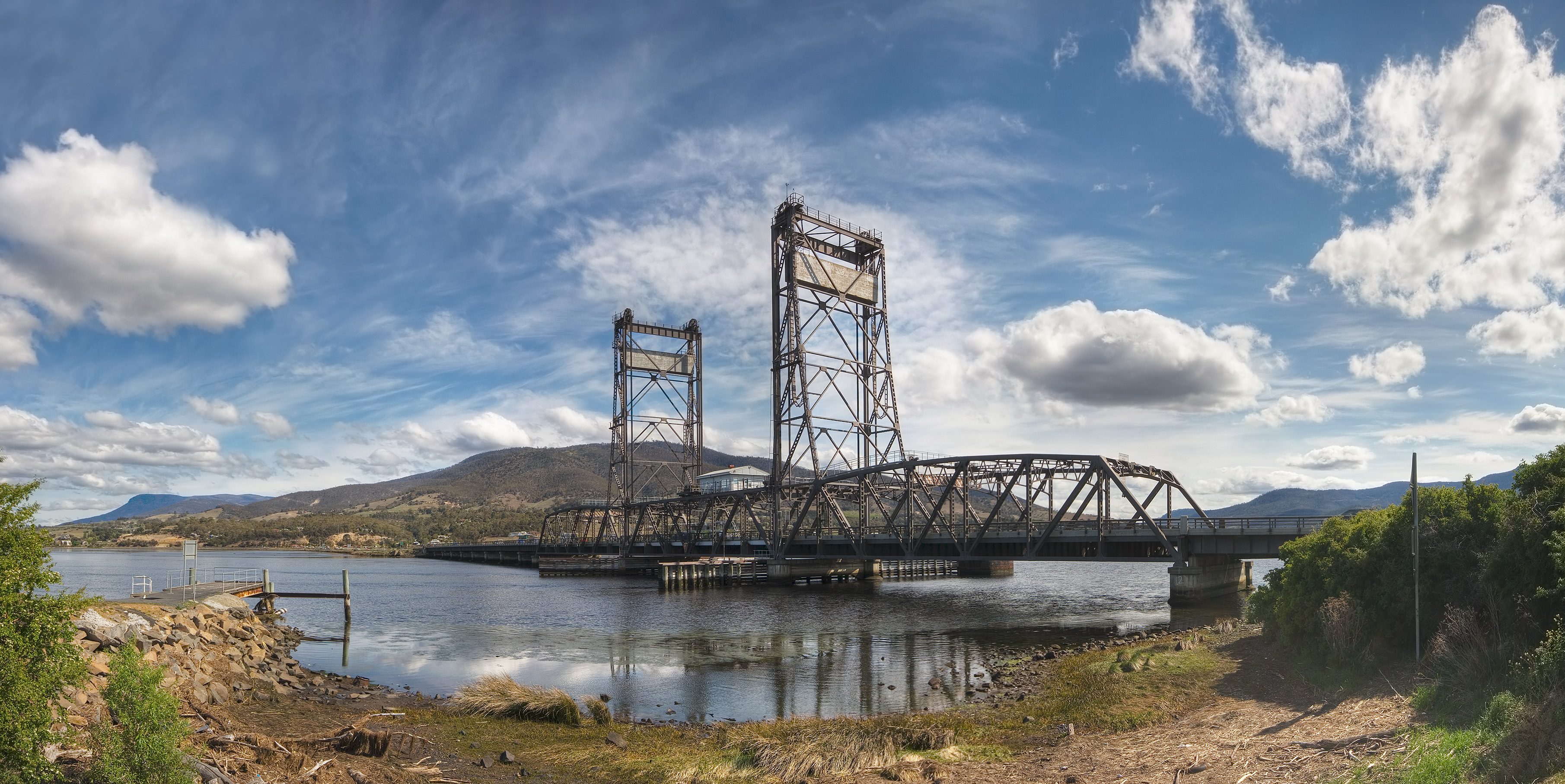
1946년에 지어진 브릿지워터 교.

1936년 9월 16일, 마지막 태즈메이니아주머니늑대가 호바트 동물원에서의 죽음으로 태즈메이니아주머니늑대는 모두 멸종되었다.
태즈메이니아는 생명과 재산의 큰 손실을 입었던 《1967년 태즈메이나 화재》로 매우 큰 영향을 받았다.
1970년대 주 정부는 환경적으로 페더 호수(Lake Pedder)의 상당을 범람할 계획을 발표했다.
거의 불가능한 호바트의 더웬트 강을 건너던 화물선 MV Lake Illawarra가 충돌했을 때인 1975년 태즈만 다리 대참사가 발생했다.
국내와 국제적인 관심이 1980년대 초기 프랭클린 댐을 반대하던 캠페인을 둘러쌌다. 이것은 그린 무브먼트(Green movement)의 시작에 기여했다.
마틴 브라이언트가 총을 쏴서 관광객과 거주자들을 포함하는 35명의 사람들이 죽었고 21명이 다쳤었던 현재 포트 아서 학살(Port Arthur massacre)로서 알려진 사건이 1996년 4월 28일에 일어났다. 화기의 사용이 즉시 검토되었고 새로운 총 소유 법이 전국적으로 채택되었다.
2006년 4월 베이콘스필드 광산 붕괴 (Beaconsfield Mine collapse)가 규모가 작은 지진에 의해 일어났고 한명이 죽고 두명은 14일 동안 지하에서 갇혔었다.

## 지리
태즈메이니아는 오스트레일리아의 최남단 지역이며 오스트레일리아 본토에서 남쪽으로 240km 정도 떨어진 곳에 위치한다. 68,401 km2의 태즈메이니아의 대륙은 42°S 147°E와 지구를 둘러싸는 악명높은 "로링 포티스(Roaring Forties)" 바람의 경로에 정확히 위치해 있다.

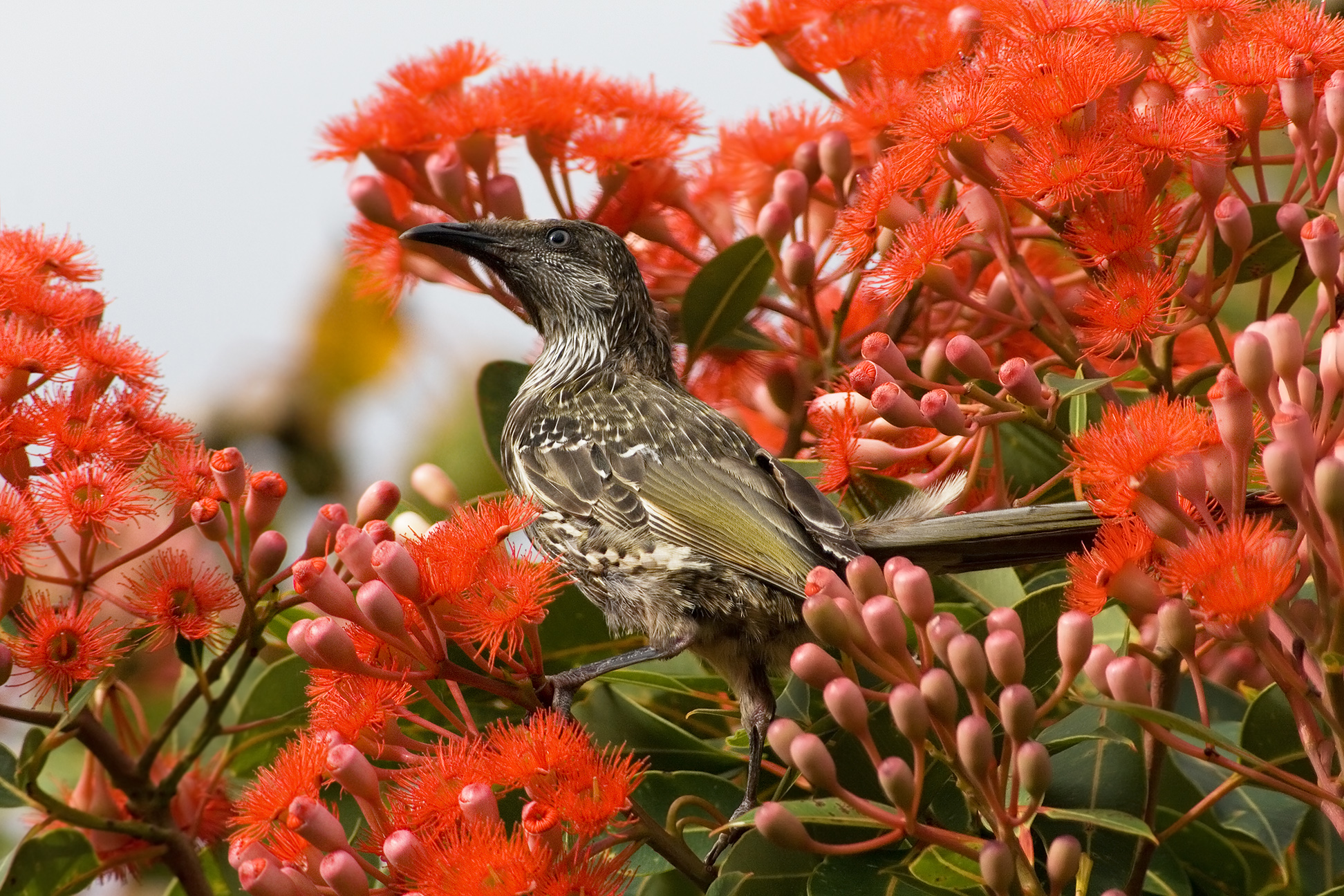

대부분의 산지 지역은 주의 중서부 지역의 대부분을 덮는 중앙 산악 지역이다. 중동부에 위치한 중부 지방은 상당히 평평하며 비록 농사 활동이 주를 통틀어 산재해 있을지라도 농업을 위해 이용된다. 태즈메이니아의 가장 높은 산은 1617m의 오싸 산(Mount Ossa)이다. 산은 세계에서 유명한 '크래들 산과 세인트 클래어 호수 국립공원(Cradle Mountain-Lake St Clair National Park)'의 심장부에 위치한다. 태즈메이니아의 상당이 아직도 빽빽한 숲이 우거저 있다.

## 기후
| Hobart (Battery Point)의 기후                                             | Hobart (Battery Point)의 기후 | Hobart (Battery Point)의 기후 | Hobart (Battery Point)의 기후 | Hobart (Battery Point)의 기후 | Hobart (Battery Point)의 기후 | Hobart (Battery Point)의 기후 | Hobart (Battery Point)의 기후 | Hobart (Battery Point)의 기후 | Hobart (Battery Point)의 기후 | Hobart (Battery Point)의 기후 | Hobart (Battery Point)의 기후 | Hobart (Battery Point)의 기후 | Hobart (Battery Point)의 기후 |
| 월                                                                        | 1월                           | 2월                           | 3월                           | 4월                           | 5월                           | 6월                           | 7월                           | 8월                           | 9월                           | 10월                          | 11월                          | 12월                          | 연간                          |
| ------------------------------------------------------------------------- | ----------------------------- | ----------------------------- | ----------------------------- | ----------------------------- | ----------------------------- | ----------------------------- | ----------------------------- | ----------------------------- | ----------------------------- | ----------------------------- | ----------------------------- | ----------------------------- | ----------------------------- |
| 역대 최고 기온 °C (°F)                                                    | 41.8 (107.2)                  | 40.1 (104.2)                  | 39.1 (102.4)                  | 31.0 (87.8)                   | 25.7 (78.3)                   | 20.6 (69.1)                   | 22.1 (71.8)                   | 24.5 (76.1)                   | 31.0 (87.8)                   | 34.6 (94.3)                   | 36.8 (98.2)                   | 40.6 (105.1)                  | 41.8 (107.2)                  |
| 일평균 최고 기온 °C (°F)                                                  | 22.7 (72.9)                   | 22.2 (72.0)                   | 20.7 (69.3)                   | 17.9 (64.2)                   | 15.3 (59.5)                   | 12.7 (54.9)                   | 12.6 (54.7)                   | 13.7 (56.7)                   | 15.7 (60.3)                   | 17.6 (63.7)                   | 19.1 (66.4)                   | 21.0 (69.8)                   | 17.6 (63.7)                   |
| 일평균 최저 기온 °C (°F)                                                  | 13.0 (55.4)                   | 12.8 (55.0)                   | 11.6 (52.9)                   | 9.4 (48.9)                    | 7.6 (45.7)                    | 5.5 (41.9)                    | 5.2 (41.4)                    | 5.6 (42.1)                    | 6.9 (44.4)                    | 8.3 (46.9)                    | 10.0 (50.0)                   | 11.6 (52.9)                   | 9.0 (48.2)                    |
| 역대 최저 기온 °C (°F)                                                    | 3.3 (37.9)                    | 3.4 (38.1)                    | 1.8 (35.2)                    | 0.7 (33.3)                    | −1.6 (29.1)                   | −2.8 (27.0)                   | −2.8 (27.0)                   | −1.8 (28.8)                   | −0.8 (30.6)                   | 0.0 (32.0)                    | 0.3 (32.5)                    | 3.3 (37.9)                    | −2.8 (27.0)                   |
| 평균 강우량 mm (인치)                                                     | 43.7 (1.72)                   | 37.8 (1.49)                   | 37.0 (1.46)                   | 42.6 (1.68)                   | 39.2 (1.54)                   | 46.0 (1.81)                   | 44.5 (1.75)                   | 63.0 (2.48)                   | 55.6 (2.19)                   | 52.8 (2.08)                   | 50.7 (2.00)                   | 53.0 (2.09)                   | 565.9 (22.28)                 |
| 평균 강우일수 (≥ 0.2 mm)                                                  | 9.5                           | 9.1                           | 11.3                          | 11.1                          | 12.0                          | 12.4                          | 14.1                          | 15.3                          | 15.7                          | 15.0                          | 13.5                          | 11.7                          | 150.7                         |
| 평균 오후 상대 습도 (%)                                                   | 51                            | 52                            | 52                            | 56                            | 58                            | 64                            | 61                            | 56                            | 53                            | 51                            | 53                            | 49                            | 55                            |
| 평균 월간 일조시간                                                        | 257.3                         | 226.0                         | 210.8                         | 177.0                         | 148.8                         | 132.0                         | 151.9                         | 179.8                         | 195.0                         | 232.5                         | 234.0                         | 248.0                         | 2,393.1                       |
| 가능 일조율                                                               | 59                            | 62                            | 57                            | 59                            | 53                            | 49                            | 53                            | 58                            | 59                            | 58                            | 56                            | 53                            | 56                            |
| 출처 1: Bureau of Meteorology (1991–2020 averages; extremes 1882–present) |                               |                               |                               |                               |                               |                               |                               |                               |                               |                               |                               |                               |                               |
| 출처 2: Bureau of Meteorology, Hobart Airport (sunshine hours)            |                               |                               |                               |                               |                               |                               |                               |                               |                               |                               |                               |                               |                               |

| Launceston (Ti Tree Bend)의 기후                                             | Launceston (Ti Tree Bend)의 기후 | Launceston (Ti Tree Bend)의 기후 | Launceston (Ti Tree Bend)의 기후 | Launceston (Ti Tree Bend)의 기후 | Launceston (Ti Tree Bend)의 기후 | Launceston (Ti Tree Bend)의 기후 | Launceston (Ti Tree Bend)의 기후 | Launceston (Ti Tree Bend)의 기후 | Launceston (Ti Tree Bend)의 기후 | Launceston (Ti Tree Bend)의 기후 | Launceston (Ti Tree Bend)의 기후 | Launceston (Ti Tree Bend)의 기후 | Launceston (Ti Tree Bend)의 기후 |
| 월                                                                           | 1월                              | 2월                              | 3월                              | 4월                              | 5월                              | 6월                              | 7월                              | 8월                              | 9월                              | 10월                             | 11월                             | 12월                             | 연간                             |
| ---------------------------------------------------------------------------- | -------------------------------- | -------------------------------- | -------------------------------- | -------------------------------- | -------------------------------- | -------------------------------- | -------------------------------- | -------------------------------- | -------------------------------- | -------------------------------- | -------------------------------- | -------------------------------- | -------------------------------- |
| 역대 최고 기온 °C (°F)                                                       | 39.0 (102.2)                     | 34.4 (93.9)                      | 33.0 (91.4)                      | 27.7 (81.9)                      | 22.0 (71.6)                      | 18.4 (65.1)                      | 18.4 (65.1)                      | 20.3 (68.5)                      | 24.8 (76.6)                      | 28.7 (83.7)                      | 30.7 (87.3)                      | 33.8 (92.8)                      | 39.0 (102.2)                     |
| 일평균 최고 기온 °C (°F)                                                     | 24.8 (76.6)                      | 24.6 (76.3)                      | 22.7 (72.9)                      | 18.9 (66.0)                      | 15.8 (60.4)                      | 13.3 (55.9)                      | 12.8 (55.0)                      | 13.8 (56.8)                      | 15.7 (60.3)                      | 18.2 (64.8)                      | 20.5 (68.9)                      | 22.7 (72.9)                      | 18.7 (65.7)                      |
| 일평균 최저 기온 °C (°F)                                                     | 12.6 (54.7)                      | 12.5 (54.5)                      | 10.3 (50.5)                      | 7.5 (45.5)                       | 5.0 (41.0)                       | 2.9 (37.2)                       | 2.5 (36.5)                       | 3.5 (38.3)                       | 5.2 (41.4)                       | 7.0 (44.6)                       | 9.1 (48.4)                       | 10.9 (51.6)                      | 7.4 (45.3)                       |
| 역대 최저 기온 °C (°F)                                                       | 2.5 (36.5)                       | 3.4 (38.1)                       | 0.5 (32.9)                       | −1.5 (29.3)                      | −3 (27)                          | −4.9 (23.2)                      | −5.2 (22.6)                      | −3.6 (25.5)                      | −3.4 (25.9)                      | −1.4 (29.5)                      | −2.0 (28.4)                      | 2.0 (35.6)                       | −5.2 (22.6)                      |
| 평균 강우량 mm (인치)                                                        | 51.5 (2.03)                      | 35.2 (1.39)                      | 38.8 (1.53)                      | 51.0 (2.01)                      | 63.1 (2.48)                      | 66.9 (2.63)                      | 78.3 (3.08)                      | 83.8 (3.30)                      | 65.5 (2.58)                      | 48.0 (1.89)                      | 52.9 (2.08)                      | 45.8 (1.80)                      | 680.8 (26.80)                    |
| 평균 강우일수 (≥ 1 mm)                                                       | 4.8                              | 4.6                              | 4.4                              | 6.5                              | 7.6                              | 8.3                              | 9.7                              | 10.9                             | 10.0                             | 7.5                              | 7.0                              | 5.8                              | 87.1                             |
| 평균 오후 상대 습도 (%)                                                      | 48                               | 49                               | 48                               | 56                               | 63                               | 69                               | 69                               | 63                               | 59                               | 54                               | 52                               | 49                               | 57                               |
| 평균 월간 일조시간                                                           | 285.2                            | 256.9                            | 241.8                            | 198.0                            | 155.0                            | 135.0                            | 142.6                            | 170.5                            | 201.0                            | 254.2                            | 267.0                            | 282.1                            | 2,589.3                          |
| 출처 1: Bureau of Meteorology (1991–2020 averages; extremes 1980–present)    |                                  |                                  |                                  |                                  |                                  |                                  |                                  |                                  |                                  |                                  |                                  |                                  |                                  |
| 출처 2: Bureau of Meteorology, Launceston Airport (1981–2004 sunshine hours) |                                  |                                  |                                  |                                  |                                  |                                  |                                  |                                  |                                  |                                  |                                  |                                  |                                  |